# Јелица Михаиловић
Јелица Михаиловић (1895 – 1970) је била супруга армијског генерала Драгољуба Михаиловића.

## Детињство и младост
Рођена је 1895. године. Отац јој је био пешадијски пуковник Јеврем Бранковић, који је поред Јелице имао још три ћерке, Даницу, Олгу, Ану, и сина Боривоја. Њен брат Боривоје – Бора је 1. септембра 1910. године ступио у 43. класу ниже школе Војне академије. Његов класни друг и најбољи пријатељ је био питомац Драгољуб Михаиловић, којег је Јелица упознала одлазећи у посету брату. Јелица се уочи Првог светског рата удала за професора књижевности Радивоја Лазаревића, који је био брат Даре Ћосић, мајке познатог писца Бранимира Ћосића. Младенци су живели у Призрену, где их је затекао Велики рат.

## Први светски рат
У Призрену, 1915. године Радивоје изненада умире од тифуса, који је тада харао Србијом. Јелица је тада била у петом месецу трудноће када је иза српске војске у повлачењу, на Косову стигао бугарски окупатор. Успела је некако да се пробије до Крушевца, где су јој живеле мајка и три сестре. Наредне, 1916. године, Јелица је у Крушевцу родила ћерку Радмилу. (Радмила је пре Другог светског рата завршила Трговачку академију и била службеник Осигуравајућег завода. Умрла је у Београду 1972. године, оставивши иза себе једну ћерку и унучиће. Имала је и сина, који је умро као трогодишњи дечак.) Млади потпоручник Боривоје – Бора Бранковић и тек свршени војни питомац је погинуо у Церској бици августа 1914, током борби на Црним барама. Сахрањен је на Глоговцу. Јелица је тада остала без рођеног брата, а потпоручник Дража без класног друга и најбољег пријатеља.

## Између два светска рата
Након Првог светског рата, у јесен 1919. године, потпоручник Дража је постао водник 3. чете 1. батаљона Пешадијског пука Краљеве гарде у Београду. Дража је од лета 1912. до јесени 1919. године учествовао у ратним дејствима. Последње ратно ангажовање му је било током 1919. када је био упућен у смиривању албанске побуне на Косову и Метохији. У Краљевој гарди Дража се није дуго задржао, због једног инцидента у кафани „Слобода“ (Масарикова улица), уочи дочека Нове 1920. године. Тада је припит извадио пиштољ, репетирао, ставио на сто, у намери да заштити свог друга, гардијског поручника Стефана Бухоницког, на којег су се окомили пијани гости у кафани након претходно упућених похвалних речи о бољшевичкој револуцији. Војна комисија је осудила поручника Дражу на 15 дана затвора, и на прекоманду, у ранији гарнизон, а Бухоњицки је прекомандован на албанску границу. Дража је Нову 1920. започео са служењем казне у војном затвору. По изласку из затвора, средином јануара 1920. Дража се оженио са удовицом и самохраном мајком четворогодишње девојчице Радмиле, Јелицом Лазаревић, девојачко презиме Бранковић, рођеном сестром свог најбољег друга Боре. После скромне свадбе Дража је прекомандован у Скопље. У Душановом граду, Јелица је родила синове Бранка (1921) и Љубивоја (1922), који је после неколико месеци умро. Ипак, прерана смрт детета их није обесхрабрила и у наредним годинама добили су Војислава (1924) и кћерку Гордану (1927).
Од 7. јула до 20. септембра 1921. бораве у Сарајеву, где је Дража кратко служио као наставник у Другој подофицирској школи. У јесен 1921. Јелица и Дража са децом вратили су се из Сарајева у Београд. Породица Михаиловић је најпре становала, као подстанари, у једној кући поред цркве Светог Саве на Врачару, на месту на коме се налази данас Народна библиотека. Потом су се преселили у Граховску улицу, па у Ситничку улицу на Сењаку. Године 1930, Дража је унапређен у потпуковника, због већих примања одлучује да купи кућу како би обезбедио трајнији дом за своју породицу. Кућу је купио 1930. у Брегалничкој улици број 24. Дража је подигао кредит у банци, а рате је отплаћивао све до почетка Априлског рата 1941. У дворишту нове куће Дража и Јелица су држали домаће животиње. Поред осталог, биле су две кобиле, Кока и Лола, и једно ждребе кога су звали Ждралин. Дража је често знао да одјаше на посао, у своју касарну. Дража је од 1935. до 1937. године налазио у војној дипломатији на положају југословенског војног аташеа, прво у Софији, а потом у Прагу. Због увећаних дневница због боравка у иностранству Дража је по повратку у Југославију купио први аутомобил типа форд, касније га је продао и купио шевролета. Јелици и Дражи аутомобил је пуно користио, а највише због четворо деце. Пуковник Дража је због антинацистичких изјава уочи рата кажњен од више команде прекомандом у Мостар, где је, упућен за помоћника начелника генералштаба приморске армијске области, 23. октобра 1940. године.

## Други светски рат
Немачки авиони су 6. априла 1941. бомбардовали Београд, Јелица се тада налазила са децом у свом породичном дому, преживљавајући тог дана таласе нацистичких бомби. Пуковник Михаиловић се првог дана рата налазио у Кисељаку код Сарајева на положају начелника Оперативног одељења Друге армије Југословенске војске. Током Априлског рата Јелица ништа није знала о свом супругу, Дража се тада пребацио са планина Источне Босне преко реке Дрине у Западну Србију са групом непредатих официра, подофицира и војника са намером да продужи отпор немачком окупатору. Међутим, како се после Априлског рата и даље ништа није чуло о његовој судбини, Јелица је одлучила да га потражи преко Црвеног крста. Неизвесност је трајала до јуна 1941. године, када се он, преко курира, јавио са Равне Горе. Ослобођењем Лознице 29. августа 1941. године од стране Јадарског четничког одреда почео је устанак, који се до краја септембра проширио на већи део Србије. Код оца на Равну Гору први је отиша Бранко, почетком октобра 1941. Нешто после Бранка, средином октобра 1941. на Равну Гору долази Дражин млађи син Војислав. Недуго потом Бранко ће се вратити у Београд код мајке Јелице, док ће Војислав проћи војничку обуку и остати уз оца. Док су Дража и Војислав делили судбину осталих четника опкољених током Операције Михаиловић, почетком децембра 1941. године, Гестапо је у Београду ухапсио Јелицу и Бранка. Одведени су у затвор на Обилићевом венцу (данас седишту Танјуга), где су их држали до средине децембра када су их пустили, али када је средином јануара 1942. године Радио Лондон (Би-Би-Си) објавио да је дивизијски генерал Дража Михаиловић постављен за министра војног у Влади академика Слободана Јовановића, чланици антихитлеровске коалиције у Лондону, Немци су ухапсили све троје: Јелицу, Бранка и Гордану. До марта 1942. године држали су их у Бањичком логору.